# Hyacinthe de Baillet
Hyacinthe Joseph Antoine de Baillet (Antwerpen, 16 februari 1798 - aldaar, 25 december 1861) was een Belgisch politicus.

## Biografie

### Familie
Hyacinthe de Baillet was een telg uit de familie de Baillet. Hij was een van de zeven zonen van graaf Jean de Baillet (1757-1815), burgemeester van Antwerpen, en Thérèse du Bois de Vroylande (1758-1836). Hij was een broer van graaf Henri de Baillet, graaf Joseph de Baillet en graaf Ferdinand de Baillet, een neef van Ferdinand du Bois, en een oom van Charles de Baillet.
Hij bleef vrijgezel. Hij droeg hierdoor bij, net als de meeste van zijn broers, tot het stilaan uitsterven van de familienaam.

### Loopbaan
De Baillet was gemeenteraadslid (1837-1857) en schepen (1854-1857) van Antwerpen, vervolgens provincieraadslid en bestendig afgevaardigde van de provincie Antwerpen en ten slotte volksvertegenwoordiger (1848-1854).
In 1826 werd hij in de adel erkend en in 1827 werd hem de titel van graaf toegekend.